# Agar-agar

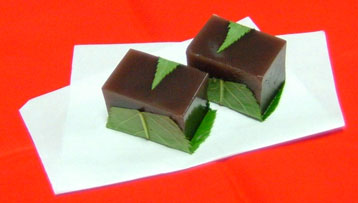
Mizuyōkan, una popular gelatina japonesa hecha con frijol rojo y agar.

El agar o agar-agar es una sustancia carragenina, un polisacárido sin ramificaciones obtenido de la pared celular de varias especies de algas de los géneros Gelidium, Eucheuma y Gracilaria, entre otros, resultando, según la especie, de un color característico. La palabra “agar” viene del malayo agar-agar, que significa jalea. También es conocido por los nombres “gelosa”, “gelosina”, “gelatina vegetal”, “gelatina china”, “gelatina japonesa”, o "gulaman" en el español filipino. Las algas y el gel extraído de ellas han sido utilizadas desde tiempos antiguos en los países de Extremo Oriente (China, Japón, Corea, etc.) y fue llevada a Europa hacia la mitad del siglo XIX. En la actualidad, las algas productoras  se cultivan en muchas zonas.
Químicamente el agar es un polímero de subunidades de galactosa; en realidad es una mezcla heterogénea de dos clases de polisacáridos: agaropectina y agarosa. Aunque ambas clases de polisacáridos comparten la misma estructura básica, estando formadas por unidades alternadas de D-galactosa y de 3,6-anhidro-L-galactopiranosa, unidas por enlaces α-(1-3) y β-(1-4), la agaropectina está modificada con grupos ácidos, tales como sulfato y piruvato. Los polisacáridos de agar forman parte  de la estructura  de la pared celular de las algas. Disuelto en agua caliente y enfriado se vuelve gelatinoso. Su uso principal es como soporte de cultivo en microbiología, para el crecimiento de bacterias, hongos y virus bacteriófagos. Presenta la gran ventaja de que casi ningún microorganismo es capaz de degradarlo, por lo que las placas fabricadas con él no se alteran. También se usa como laxante, y para diversos usos en tecnología alimentaria, como espesante para sopas, gelatinas vegetales, helados y algunos postres y como agente aclarador de la cerveza.[cita requerida]

## Medios selectivos
Los medios de agar selectivos son utilizados para aplicar una presión selectiva a los organismos que crecen en ellos; por ejemplo para seleccionar solamente bacterias Gram negativas se usa el Agar McConkey, que a su vez tiene un colorante que indica si la bacteria es fermentadora de lactosa o lectos y sacarosa.

## Usos en biología molecular
La carga neutra y el bajo grado de complejidad química de la agarosa hacen poco probable que interactúe con biomoléculas, como proteínas y ácidos nucleicos. Los geles a base de agarosa purificada tienen un tamaño de poro relativamente grande, siendo útiles para la separación basada en el tamaño molecular de complejos de proteínas o proteínas mayores a 200 kDa y fragmentos de ADN mayores a 100 pares de bases. La agarosa se puede utilizar para la separación electroforética en la electroforesis de gel de agarosa o para la cromatografía de exclusión molecular.

## Uso en la cocina y en la industria alimentaria
El agar tiene un gran poder gelificante, ya que con cantidades del menos del 1% de materia sólida se obtiene un gel bastante resistente. Los geles de agar son transparentes, duros y quebradizos, esta propiedad los diferencia de los otros geles de polisacáridos, que son más elásticos y pegajosos. Además el agar tiene la propiedad particular de presentar una gran histéresis térmica. Es decir, mientras que el gel de agar se forma, según el tipo concreto a una temperatura de alrededor  entre 30 °C y 40 °C, convertirlo de nuevo en líquido exige calentarlo entre 75 °C y 90 °C. Es un  polisacárido no digerible, por lo que carece de valor calórico.